# Studies in the Scriptures
Studies in the Scriptures (dansk: Studier i Skriften) er en serie tekstbøger baseret på Bibelen af Charles Taze Russell (bind 1-6) og Joseph Franklin Rutherford (bind 7), som har været betydningsfulde for Bibelstudenternes og de første år af Jehovas Vidners historie.

## Skribenten
Forfatteren af Studies in the Scriptures, Charles Taze Russell, forklarede, at han ikke skrev disse bøger ved visioner eller drømme som John Smith fra mormonerne, og heller ikke på opfordring af Gud selv, men ved at samle sandheder ved hjælp af bibelstudier med en gruppe bibelstudenter. I 1886 udkom den første del, som nu kendes ved navnet The Divine Plan of the Ages.

## Målet
Serien blev skrevet som hjælp til bibelstudium. I stedet for at studere vers for vers hjalp bøgerne til at studere emner, i håbet at få mere klarhed i bibelens sandhed.

## Indhold
- Bind 1 — The Divine Plan of the Ages — 1886[1]
- Bind 2 — The Time is at Hand — 1889
- Bind 3 — Thy Kingdom Come — 1891
- Bind 4 — The Day of Vengeance — 1897[2]
- Bind 5 — The At-one-ment Between God and Men — 1899
- Bind 6 — The New Creation — 1904

## The Finished Mystery
Efter Russells død i 1916 skrev hans efterfølger Rutherford bind 7: The Finished Mystery. Bogen blev udgivet i 1917. En del af bogen var allerede skrevet af Russell, og Rutherford skrev den færdig.
Selv om Jehovas Vidner anerkender denne serie som skrevet af deres selskabets første præsident og hyppigt citerer fra disse bøger, blev bøgerne taget ud af produktionen og bruges ikke mere ved deres studier. Flere forlod organisationen for at danne nye grupper som russelliter, som stadig anvender bøgerne og forkynder Russells tankebaner.